# Verenigde Staten op de Olympische Zomerspelen 1928
De Verenigde Staten namen deel aan de Olympische Zomerspelen 1928 in Amsterdam, Nederland. Voor de vierde keer op rij werd de eerste plaats in het medailleklassement behaald. Ten opzichte van de vorige editie was er wel een flinke achteruitgang van het aantal gouden medailles (22 om 45) en totaal aantal medailles (56 om 99).

## Medailles

### 1Goud
- Atletiek
  - Vrouwen 100m: Betty Robinson
  - Mannen 400m: Ray Barbuti
  - Mannen 4x100m estafette: Amerikaans team
  - Mannen 4x400m estafette: Amerikaans team
  - Mannen discuswerpen: Bud Houser
  - Mannen hoogspringen: Robert Wade King
  - Mannen verspringen: Ed Hamm
  - Mannen polsstokhoogspringen: Sabin Carr
  - Mannen kogelstoten: John Kuck
- Schoonspringen
  - Mannen 10m platform: Peter Desjardins
  - Vrouwen 10m platform: Elizabeth Becker-Pinkston
  - Mannen 3m plank: Peter Desjardins
  - Vrouwen 3m plank: Helen Meany
- Roeien
  - Dubbel-twee: Paul Costello en Charles McIlvaine
  - Acht-met-stuurman: Amerikaans team
- Zwemmen
  - Mannen 100m rugslag: George Kojac
  - Mannen 100m vrije stijl: Johnny Weissmuller
  - Vrouwen 100m vrije stijl: Albina Osipowich
  - Vrouwen 400m vrije stijl: Martha Norelius
  - Vrouwen 4x100m vrije stijl estafette: Amerikaans team
  - Mannen 4x200m vrije stijl estafette: Amerikaans team
- Worstelen
  - Vrije stijl vedergewicht: Allie Morrison

### 2Zilver
- Atletiek
  - Mannen 110m horden: Steve Anderson
  - Mannen 400m horden: Frank Cuhel
  - Vrouwen 4x100m estafette: Amerikaans team
  - Vrouwen discuswerpen: Lillian Copeland
  - Mannen hoogspringen: Benjamin Hedges
  - Mannen polsstokhoogspringen: William Droegemuller
  - Mannen kogelstoten: Herman Brix
  - Mannen hink-stap-springen: Levi Casey
- Boksen
  - bantamgewicht: John Daley
  - lichtgewicht: Steve Halaiko
- Schoonspringen
  - Vrouwen 10m platform: Georgië Coleman
  - Mannen 3m plank: Michael Galitzen
  - Vrouwen 3m plank: Dorothy Poynton
- Roeien
  - Vier-zonder-stuurman: Amerikaans team
  - Skiff: Kenneth Myers
- Zwemmen
  - Mannen 100m rugslag: Walter Laufer
  - Vrouwen 100m vrije stijl: Eleanor Saville
- Worstelen
  - Vrije stijl weltergewicht: Lloyd Appleton

### 3Brons
- Atletiek
  - Mannen 110m horden: John Collier
  - Mannen 400m horden: Morgan Taylor
  - Mannen tienkamp: John Doherty
  - Mannen discuswerpen: James Corson
  - Mannen kogelslingeren: Edmund Black
  - Vrouwen hoogspringen: Mildred Wiley
  - Mannen verspringen: Alfred Bates
  - Mannen polsstokhoogspringen: Charles McGinnis
- Boksen
  - vedergewicht: Harold Devine
- Schoonspringen
  - Mannen 10m platform: Michael Galitzen
  - Vrouwen 3m plank: Georgië Coleman
- Schermen
  - Mannen individueel epee: George Calnan
- Roeien
  - Twee-zonder-stuurman: Paul McDowell en John Schmitt
- Zwemmen
  - Mannen 100m rugslag: Paul Wyatt
  - Mannen 1500m vrije stijl: Buster Crabbe
  - Vrouwen 400m vrije stijl: Josephine McKim

## Resultaten per onderdeel

### Boksen
Mannen vlieggewicht (– 50,8 kg)
- Hyman Miller
  - Eerste ronde — Verloor van Robert Sartos (BEL), op punten

Mannen zwaargewicht (+ 79,4 kg)
- Alexander Kaletchetz
  - Eerste ronde — bye
  - Kwartfinale — Verloor van Sverre Sørsdal (NOR), KO-1

### Voetbal
Resultaten
Verenigde Staten - Argentinië: 2-11
Team
- Albert Cooper
- John Duffy
- Harry Smith
- Francis Ryan
- Jack Lyons
- Robert Aitken
- William Findlay
- Jack Deal
- Rudy Kuntner
- Henry O'Carroll
- Jimmy Gallagher

Coach: George Burford
Argentinië · Australië · België · Brits-Indië · Bulgarije · Canada · Chili · Cuba · Denemarken · Duitsland · Egypte · Estland · Filipijnen · Finland · Frankrijk · Griekenland · Groot-Brittannië · Haïti · Hongarije · Ierland · Italië · Japan · Joegoslavië · Letland · Litouwen · Luxemburg · Malta · Mexico · Monaco · Nederland · Nieuw-Zeeland · Noorwegen · Oostenrijk · Panama · Polen · Portugal · Roemenië · Spanje · Tsjecho-Slowakije · Turkije · Uruguay · Verenigde Staten · Zuid-Afrika · Zuid-Rhodesië · Zweden · Zwitserland